# Rally Cataluña de 1984
El Rally Cataluña de 1984 fue la edición 20º, la décima ronda del Campeonato de España de Rally y la ronda 46 del Campeonato de Europa de Rally. Se celebró entre el 26 y el 28 de octubre de ese año y contó con 31 tramos de asfalto y tierra repartidos en un total de 440,65 km cronometrados.
El vencedor fue el piloto español Salvador Servià a bordo de un Opel Manta 400, seguido de Carlos Sainz también con un Opel Manta y tercero Genito Ortiz con un Renault 5 Turbo. Serviá lideró la prueba desde los primeros dieciséis tramos, luego Antonio Zanini le sustituyó hasta que en el tramo veintiséis rompió la transmisión y devolvió el liderato a Serviá que lo conservó hasta el final. Por su parte Josep Arqué, que terminó noveno, venció en la categoría Grupo A con su Opel Manta GT/E que disputó durante la prueba contra Carles Santacreu.

## Clasificación final
| Pos.                 | Piloto             | Copiloto              | Automóvil           | Tiempo  | Diferencia |
| General              | General            | General               | General             | General | General    |
| -------------------- | ------------------ | --------------------- | ------------------- | ------- | ---------- |
| 1.                   | Salvador Servià    | Jordi Sabater         | Opel Manta 400      | 4:57.49 | -          |
| 2.                   | Carlos Sainz       | José López Orozco     | Opel Manta 400      | 5:00.05 | +2.16      |
| 3.                   | Genito Ortiz       | Guillermo Barreras    | Renault 5 Turbo     | 5:02.47 | +4.58      |
| 4.                   | Jaume Pons         | Francesc Grané        | Lancia Rally 037    | 5:07.24 | +9.35      |
| 5.                   | Antonella Mandelli | Tiziana Borghi        | Lancia Rally 037    | 5:12.47 | +14.58     |
| 6.                   | Attila Ferjancz    | János Tandari         | Renault 5 Turbo     | 5:16.10 | +18.21     |
| 7.                   | Josep Frigola      | Carles Bou            | Renault 5 Turbo     | 5:16.41 | +18.52     |
| 8.                   | Borja Moratal      | Alfredo Rodríguez     | Talbot Samba Rallye | 5:22.37 | +24.48     |
| 9.                   | Josep Arqué        | Alex Romaní           | Opel Manta GT/E     | 5:28.21 | +30.32     |
| 10.                  | Carles Santacreu   | Antonio Santacreu     | Opel Ascona         | 5:31.00 | +33.11     |
| Campeonato de España |                    |                       |                     |         |            |
| 1.                   | Salvador Servià    | Jordi Sabater         | Opel Manta 400      | 4:57.49 | -          |
| 2.                   | Carlos Sainz       | José López Orozco     | Opel Manta 400      | 5:00.05 | +2.16      |
| 3.                   | Genito Ortiz       | Guillermo Barreras    | Renault 5 Turbo     | 5:02.47 | +4.58      |
| 4.                   | Jaume Pons         | Francesc Grané        | Lancia Rally 037    | 5:07.24 | +9.35      |
| 5. (7.)              | Josep Frigola      | Carles Bou            | Renault 5 Turbo     | 5:16.41 | +18.52     |
| 6. (8.)              | Borja Moratal      | Alfredo Rodríguez     | Talbot Samba Rallye | 5:22.37 | +24.48     |
| 7. (9.)              | Josep Arqué        | Alex Romaní           | Opel Manta GT/E     | 5:28.21 | +30.32     |
| 8. (10.)             | Carles Santacreu   | Antonio Santacreu     | Opel Ascona         | 5:31.00 | +33.11     |
| 9. (11.)             | Josep Bassas       | María Pilar Mas       | Renault 5 Alpine    | 5:35:17 | +37:28     |
| 10. (12.)            | Octavi Candela     | Juan Antonio Villalba | Volkswagen Golf GTi | 5:40:33 | +42:44     |

### Victorias en tramos
| Pos. | Piloto          | Total |
| ---- | --------------- | ----- |
| 1    | Antonio Zanini  | 12    |
| 2.   | Salvador Servià | 10    |
| 3.   | Jaume Pons      | 8     |
| 4.   | Carlos Sainz    | 2     |
| 5.   | Genito Ortíz    | 1     |

| Predecesor: Antibes 1984 | ERC 1984 | Sucesor: Algarve 1984 |